# دنیای درون
دنیای درون (انگلیسی: Worlds Within; کره‌ای: 그들이 사는 세상) یک مجموعه تلویزیونی کره جنوبی سال ۲۰۰۸ با بازی هیون بین و سونگ هه-کیو است. این مجموعه بر زندگی شخصی و حرفه‌ای کسانی که در صنعت پخش فعالیت می‌کنند، متمرکز است. دنیای درون از ۲۷ اکتبر تا ۱۶ دسامبر ۲۰۰۸، روزهای دوشنبه و سه‌شنبه ساعت ۲۱:۵۰ (کی‌اس‌تی) از کی‌بی‌اس۲ برای ۱۶ قسمت پخش شد.
سونگ هه کیو پیش از این با کارگردان پیو مین سو در خانه کامل (۲۰۰۴) همکاری کرده بود.